# Регионален исторически музей (Видин)
Вижте пояснителната страница за други значения на Регионален исторически музей.
Историческият музей е сред най-старите научни и културни институти във Видин.
Музейните обекти работят от понеделник до неделя, включително.

## Описание
Музеят е основан през 1910 г., когато е създадено Археологическото дружество и е уредена първата музейна сбирка. Експозициите са разположени в 4 основни обекта:
- музей „Конака“,
- музей „Кръстата казарма“,
- крепост „Баба Вида“ (с музей),
- Епиграфски център

Музеят организира образователни и популяризаторски програми, както и други културни събития. Експозициите са традиционно аранжирани, показват ценни артефакти и интересни възстановки на културния и обществен живот в региона.

## Експозиции
„Археология“
Експозицията „Археология“ е разположена в сградата на Конака. Разделена е на „Праистория“, „Античност“ и „Средновековие“.
Епиграфски и архитектурни паметници са изложени в Епиграфския център.
„Нумизматика“ – фондът наброява над 30 хиляди монети.
„Етнография“
Експозицията „Етнография“ е разположена в музея „Кръстатата казарма“ от 1969 г.
„Българските земи през XV-XIX в.“
Експозицията „Българските земи през XV-XIX в.“ е разположена в „Конака“.
„Нова история“
„Най-нова история“

## Фондове
Музейните фондове съхраняват над 63 хиляди експоната. Библиотечният фонд на музея наброява над 4600 тома.